# تپه قره‌آغاج
تپه قره آغاج مربوط به دوره اشکانیان و سده‌های اولیه دوران‌های تاریخی پس از اسلام است و در شهرستان گرمی، بخش موران، دهستان اجارود شرقی، روستای شلوه سفلی واقع شده و این اثر در تاریخ ۱۲ دی ۱۳۸۶ با شمارهٔ ثبت ۲۰۳۳۶ به‌عنوان یکی از آثار ملی ایران به ثبت رسیده است.